# Жорж Йойер
Жорж Йойер (на френски: Georges Heuyer) е френски психиатър, основател на детската психиатрия във Франция през 1949 г.

## Биография
Роден е на 30 януари 1884 година в Пас сюр Юр, Франция, в семейството на военния лекар Луи Йойер (1847 – 1930).
Макар че Йойер е психиатър по образование, заедно с Емануиел Режис, Анжело Еснар и Едуар Пишон, представя психоанализата във Франция. Той първи въвеждаизползването на психоаналитици в болници (Евгения Соколничка и Софи Моргенстерн).
Умира на 23 октомври 1977 година в Париж на 93-годишна възраст.